# Trachyuropodoidea
Super-famille
Les Trachyuropodoidea  Berlese, 1918 sont une superfamille des acariens Uropodina. Elle contient deux familles.

## Classification
- Trachyuropodidae  Berlese, 1918
- Oplitidae  Johnston, 1968